# Astragalus ardahelicus
Astragalus ardahelicus là một loài thực vật có hoa trong họ Đậu. Loài này được Parsa miêu tả khoa học đầu tiên.